# عبد العزيز محمد الشناوي
عبد العزيز محمد الشناوي مؤرخ مصري وأكاديمي .

## سيرته
عبد العزيز محمد الشناوي (1329 ـ 1406 هـ/1911 ـ 1986م) مؤرخ وأكاديمي، حصل على دبلوم معهد التربية العالي بالقاهرة، شغل وظيفة أستاذ كرسي التاريخ في كلية اللغة العربية بالأزهر بعد حصوله على الدكتوراه من جامعة الإسكندرية عام 1953م. هو الوحيد بين أساتذة التاريخ الذي حظي بتكريم الدولة. شغل العديد من المراكز العلمية، فكان عضواً بلجنة التاريخ والآثار بالمجلس الأعلى للثقافة (1969 ـ 1985م)، وعضواً باللجنة العلمية الدائمة لترقيات أساتذة التاريخ في جامعة الأزهر وفروعها، وغيرها. من مؤلفاته:
1. الدولة العثمانية: دولة إسلامية مفترى عليها.
2. أوروبا مطلع العصور الحديثة.
3. الأزهر جامعاً وجامعة.
4. الأزهر في مقاومة الاحتلال الفرنسي لمصر.[1]

تركزت أعماله في مجال البحث التاريخي وتحقيق النصوص، وكان سلوكه الشخصي يصدر عن قيم جامعية أصيلة، ومثل أخلاقية عالية. عرفه تلاميذه في قسم التاريخ بكلية الآداب بجامعة القاهرة وفي غيرها، نموذجاً مشرفاً للعالم المعلم، وتخرج على يديه في مصر والكويت ولبنان والمملكة العربية السعودية، آلاف الدارسين الذين اقتبسوا من علمه وخلقه، وأفادوا من بحوثه وكتبه ودراساته".